# Thomas Ball Barratt

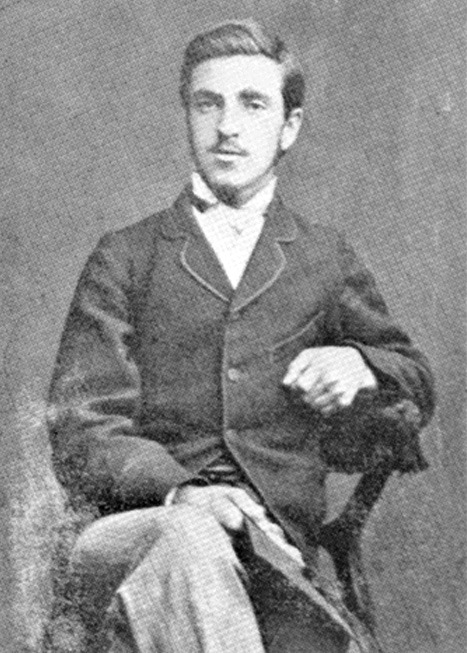
Thomas Ball Barratt

Thomas Ball Barratt (Cornwall (Engeland), 22 juli 1862 - Oslo (Noorwegen), 29 januari 1940) was een Noorse predikant en voorganger en grondlegger van de pinksterbeweging in Noorwegen.
Barratt was predikant van een Methodistenkerk in Noorwegen. In 1905 reisde hij naar de Verenigde Staten met het doel geld bijeen te brengen ten behoeve van een gebouw voor interkerkelijke stadszending in Oslo. Gedurende zijn verblijf van ruim een jaar hoorde hij van een opwekking in Los Angeles, de zogeheten Azusa-opwekking. Hij bezocht samenkomsten in New York, geleid door zendelingen van Azusa Street die op doorreis waren naar Afrika.
Op 7 oktober 1906 werd hij - volgens eigen zeggen - in zijn kamer in New York gedoopt met de Heilige Geest, maar zonder in tongen te spreken. Hij schreef naar Azusa Street en kreeg het antwoord te blijven bidden voor de volle Geestesdoop met het spreken in tongen. Toen hij op 15 november 1907 deze gave ontving, herformuleerde hij zijn eerste Geesteservaring in oktober al zijnde een "zalving" van de Heilige Geest en zag zijn latere ervaring als de echte Geestesdoop.
Barratt keerde in december 1906 terug naar Noorwegen, en werd een van de frontrunners van de Europese pinksterbeweging. De bijeenkomsten die hij in een grote gymnastiekzaal in Oslo hield waren de eerste pinkstersamenkomsten in Europa en trokken internationaal de aandacht. Van Oslo verspreidde de boodschap zich in de loop van 1907 naar ten minste 50 plaatsen in Noorwegen. Lewi Pethrus in Zweden, Alexander Boddy uit Engeland en Jonathan Paul uit Duitsland kwamen naar Oslo en werden daar overtuigd van de 'goddelijke' oorsprong van de beweging. Vervolgens werden zij de leiders van de pinksterbeweging in hun respectievelijke landen.
Barrats aansluiting als predikant bij de jaarlijkse Methodisten-conferentie werd in de zomer van 1907 verbroken. Wel bleef hij lid van de Methodistenkerk. Hij vermaande de gelovigen die de pinkstersamenkomsten bezochten hun kerk niet te verlaten. Als goed methodist verdedigde hij de kinderdoop. In 1913 kwam hij echter tot andere gedachten. Samen met zijn vrouw werd hij door Lewi Pethrus in Stockholm door onderdompeling gedoopt. In 1916 verliet hij uiteindelijk de methodistenkerk. Hij reorganiseerde zijn gemeente in Oslo in een onafhankelijke pinkstergemeente. 
In die tijd werkte hij ook samen met Aksel Smith, een jongere broeder van Johan Oscar Smith (stichter van een christelijke gemeenschap die tegenwoordig Brunstad Christian Church heet). Ze hadden gemeenschappelijk dat ze zich hadden losgemaakt van de Methodistenkerk. Ook hadden ze voor die tijd een liberale kijk op de rol van vrouwen in de verspreiding van het evangelie in vergelijking met de rest van het christelijke landschap in Noorwegen. Een van deze vrouwen was Gunda Willersrud, die in Ålesund een groep christenen om zich heen had verzameld, in de volksmond bekend als de "Gunda sekta".  Eerst volgde ze de nieuwe pinksterbeweging maar in 1916 brak ze met Barratt ten gunste van de parallel groeiende beweging van Johan Oscar Smith. Later kwam er ook een breuk tussen Willersrud en Smith. Baratt en de broeders Smith gingen uit elkaar nadat ze meningsverschillen over de leer dat de doop met de Heilige Geest ervoor zorgt dat het lichaam der zonde wordt weggenomen. 
In 1919 werd de gelovigendoop een voorwaarde voor lidmaatschap van Barratts pinkstergemeente. De eerste fase waarin de beweging ongeorganiseerd en interkerkelijk opereerde was hiermede voorbij. In Noorwegen leidde dit tot een sterke uitbreiding van de pinksterbeweging. Barratts eigen gemeente groeide van 200 leden in 1916 naar 1.700 leden in 1933.
Zijn dochter Mary Barratt Due was een befaamd pianiste in Noorwegen en daarbuiten.
- Bibsys: 90108309
- Gemeinsame Normdatei: 121708052X
- International Standard Name Identifier: 0000 0000 2485 5151
- Library of Congress Control Number: n84202665
- MusicBrainz: 3ed95b60-3dde-4c9b-b9ce-36af5c297289
- Nederlandse Thesaurus van Auteursnamen: 336276648
- LIBRIS: 176981
- Virtual International Authority File: 39818243
- WorldCat: E39PBJdRwy7VY6tvJ4kFj7pVmd